# Xuray
Xuray (ryska: Хурай) är en ort i Azerbajdzjan.   Den ligger i distriktet Qusar Rayonu, i den nordöstra delen av landet, 170 km nordväst om huvudstaden Baku. Xuray ligger 928 meter över havet och antalet invånare är 676.
Terrängen runt Xuray är huvudsakligen kuperad. Xuray ligger nere i en dal. Närmaste större samhälle är Quba, 17,8 km öster om Xuray. 
Omgivningarna runt Xuray är en mosaik av jordbruksmark och naturlig växtlighet. Runt Xuray är det ganska glesbefolkat, med 48 invånare per kvadratkilometer.